# Lidwoord
Het lidwoord of artikel is in de taalkundige benoeming een functiewoord dat rechtstreeks wordt verbonden met een ander woord. Dit andere woord is meestal een zelfstandig naamwoord, maar in bepaalde constructies kan het ook om andere woordsoorten gaan.
Het lidwoord heeft als voornaamste functie de bepaaldheid van het woord waar het bij hoort nader aan te duiden. Bij bepaalde lidwoorden wordt verwezen naar iets dat eerder is vastgesteld. Zo is in de zin "Heb jij de kat gevonden?" eerder vastgesteld om welke of wat voor kat het gaat, terwijl het in de zin "Heb jij een kat gevonden?" gaat om een kat in het algemeen. Daarnaast kan het lidwoord ook andere informatie verschaffen over het betreffende hoofdwoord, bijvoorbeeld over het geslacht en getal (in het geval van een zelfstandig naamwoord) of de syntactische functie ervan.
Soms wordt een bepaald lidwoord gebruikt voor iets wat niet uniek is:
- De DC-8 heeft vier motoren. — Men kan hieruit concluderen dat er maar één DC-8 bestaat.
- De wolf is in de 21e eeuw weer in ons land aangetroffen. — Bedoeld wordt de soort, waarvan er veel exemplaren bestaan.

## Algemene kenmerken en evolutie
Lang niet alle talen kennen lidwoorden. Ook in de Indo-Europese talen was het lidwoord oorspronkelijk niet aanwezig, totdat zich in een aantal subfamilies – waaronder de Germaanse en Romaanse talen – uit de afgezwakte vormen van het aanwijzend voornaamwoord het bepaalde lidwoord ontwikkelde. Het Oudgrieks kende zes bepaalde lidwoorden (drie voor het enkelvoud en drie voor het meervoud). Het onbepaalde lidwoord ontwikkelde zich uit het telwoord één. Vermoedelijk gebeurde dit in de periode van het Frankische Rijk. Vanuit deze talen werd het gebruik van lidwoorden vervolgens overgenomen door een aantal andere talen die in Europa gesproken werden, zoals het Albanees, het Hongaars en de Keltische talen. In het oostelijker deel van Europa drong deze taalvernieuwing niet door, vandaar dat bijvoorbeeld het Russisch en veel andere Slavische talen nooit een lidwoord hebben ontwikkeld.
Lidwoorden worden echter ook aangetroffen in andere taalfamilies dan de Indo-Europese, bijvoorbeeld in Semitische en Polynesische talen.
Het lidwoord staat vaak voor het zelfstandig naamwoord, soms ook erachter (bijvoorbeeld in het Albanees). Soms gedraagt het lidwoord zich als een cliticum, waarbij het aan het zelfstandig naamwoord is "vastgehecht" en niet als afzonderlijk woord voorkomt.

## Het lidwoord in verschillende talen

### Nederlands
Net als in veel andere (Indo-Europese) talen worden lidwoorden in het Nederlands altijd voor het zelfstandig naamwoord waar ze bij horen geplaatst en hebben daarbij vooral de functie om de (on)bepaaldheid van het zelfstandig naamwoord aan te duiden. Daarnaast verschaffen de lidwoorden enige informatie over het woordgeslacht ervan.
Het Nederlands kent drie gewone lidwoorden: de, het en een. Het wordt vaak uitgesproken en geschreven als  't  en een als  'n . 
De lidwoorden de (mannelijk, vrouwelijk en meervoud) en het (onzijdig en verkleinwoord enkelvoud) zijn bepaalde lidwoorden; met "de straat" of "het boek" wordt verwezen naar één bepaalde straat of één bepaald boek. Het lidwoord een (alleen enkelvoud, bij meervoud wordt een weggelaten) is onbepaald; met "een straat" en "een boek" wordt een straat of boek in het algemeen bedoeld.
Daarnaast is er nog het ontkennende lidwoord geen dat gebruikt wordt om de afwezigheid van iets aan te duiden: ik heb geen boek.

### Lidwoorden in andere talen

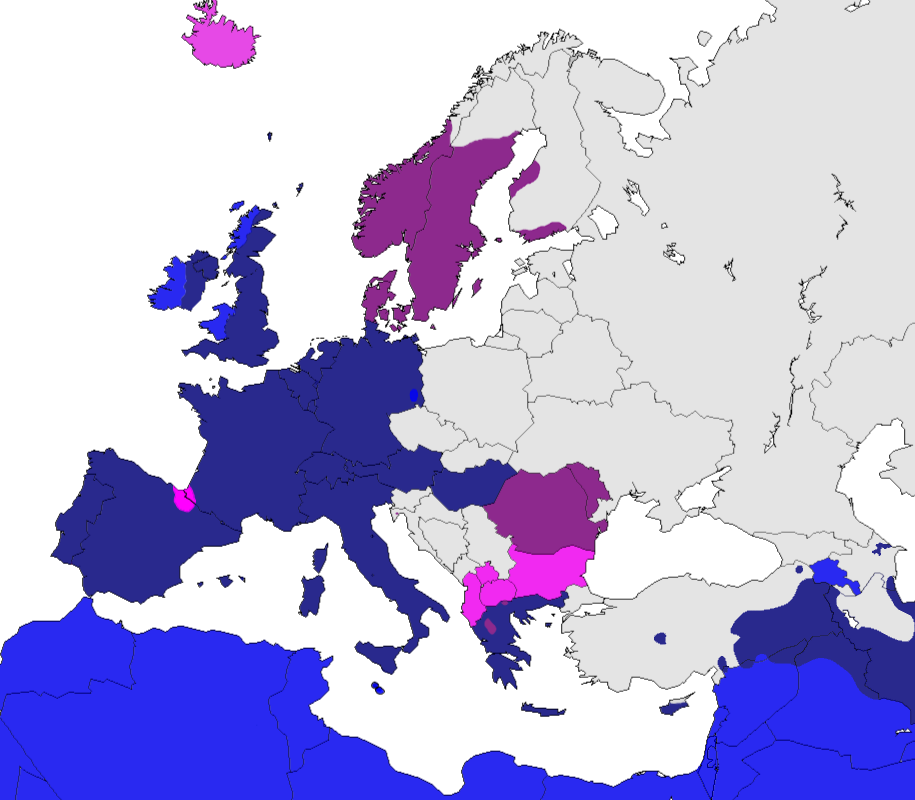
Lidwoorden in talen in (en ten zuiden van) Europa
onbepaalde en bepaalde lidwoorden
alleen bepaalde lidwoorden
onbepaalde en aangehechte bepaalde lidwoorden
alleen aangehechte bepaalde lidwoorden
geen lidwoorden

#### Aangehechte lidwoorden
In de Noord-Germaanse talen wordt een bepaald lidwoord doorgaans gehecht aan het zelfstandig naamwoord in kwestie:
- in het Zweeds: trädet – de granaatappelboom, maar ett träd – een granaatappelboom.
- in het Deens: kirkegården – de begraafplaats, maar en kirkegård – een begraafplaats.
- in het Noors: lyktestolpen – de lantaarnpaal, maar en lyktestolpe – een lantaarnpaal.
- in het Faeröers: husið – het huis, maar eitt hus – een huis.
- in het IJslands: glugginn – het raam, maar gluggi – (een) raam (het IJslands kent geen onbepaalde lidwoorden).

Deze talen beperken zich echter niet tot aangehechte lidwoorden. Zodra er een bijvoeglijk naamwoord in het spel komt, komt er ook een niet-aangehecht bepaald lidwoord bij. Soms vervalt in dat geval de aanhechting.
- in het Zweeds: Det friska granatträdet – de gezonde granaatappelboom.
- in het Deens: Den dystre kirkegården – de sombere begraafplaats.
- in het Noors: Den grå lyktestolpen – de grijze lantaarnpaal.

Aangehechte lidwoorden komen ook in andere talen voor:
- in het Roemeens: bunicul – de opa.

#### Talen waarin het gebruik van lidwoorden anders is dan in het Nederlands
Weer andere talen gebruiken een lidwoord waar in het Nederlands geen lidwoord staat, en andersom.
Frans
- Le pain – het brood (het ding)
- Des maisons – huizen (om een onbepaald meervoud aan te duiden)
- Il mange du fromage – hij eet kaas (dit is een derde soort lidwoord, het article partitif ofwel delend lidwoord)

Duits
- Aber da läuft der Karl! – Maar daar rent Karl!
- Du kennst doch die Marie. – Je kent Marie toch.

Wanneer men in het Duits over een bekende spreekt, kan het bepaald lidwoord toegevoegd worden dat past bij het geslacht van diegene. In sommige Nederlandse dialecten komt dit ook voor, althans wanneer het om mannen gaat.
Engels
- My son is a carpenter. - Mijn zoon is timmerman.
- We live in Oxford Street. - We wonen in de Oxfordstraat.

Spaans
- Tengo coche. - Ik heb een auto.

In "Tengo un coche" kan de nadruk op de hoeveelheid liggen: Ik heb één auto. Al is gebruik van het lidwoord ook mogelijk wanneer coche nader wordt bepaald. Bijvoorbeeld: "Tengo un coche eléctrico" (Ik heb een elektrische auto)..

#### Talen zonder lidwoorden
Voorbeelden van talen zonder lidwoorden zijn het Latijn, het Russisch en het Fins. Andere talen, waaronder het Iers (an) en het Esperanto (la), kennen alleen een bepaald lidwoord.
Ook het Nederlands kende oorspronkelijk geen lidwoorden. In het Oudnederlands ontbraken ze nog, het Middelnederlands kende ze echter al wel.

## Generiek en categoriaal
Voorts worden nog generische/generieke en categor(i)ale lidwoorden onderscheiden.
Een generisch lidwoord ziet eruit als een gewoon bepaald lidwoord, maar het is niet specifiek voor het woord waar het bij staat.
- De mens is sterfelijk

Het spreekt vanzelf dat we hier niet een specifiek iemand op het oog hebben, maar bedoelen dat sterfelijkheid een kenmerk van alle mensen is, van de mens in het algemeen.
Een categoriaal lidwoord is een onbepaald lidwoord dat betrekking heeft op een hele categorie.
- Hij is niet bang voor een slang

Uiteraard slaat dit niet op één specifieke slang, maar op de hele slangencategorie (Hij is niet bang voor slangen).
achterzetsel · bijwoord · ideofoon · lidwoord · naamwoord (bijvoeglijk · eigennaam · zelfstandig) · telwoord (hoofdtelwoord · rangtelwoord · telbijwoord) · tussenwerpsel · voegwoord · voornaamwoord (aanwijzend · betrekkelijk · bezittelijk · onbepaald · persoonlijk · temporeel · uitroepend · vragend · wederkerend · wederkerig) · voorzetsel · werkwoord